# Agamidae
Agamidae este o familie de șopârle.